# Calophyllaceae
Calophyllaceae — родина квіткових рослин із порядку Malpighiales, визнана системою класифікації APG III. Більшість із 14 родів і 475 видів, включених до цієї родини, раніше були визнані в трибі Calophylleae родини Clusiaceae. Група філогенезу покритонасінних визначила, що поділ цієї клади родів на власну родину є необхідним.